# Sportspel
Een sportspel (ook wel sportsimulatie) is een populair computerspelgenre waarin de speler een sport kan beoefenen. Inmiddels zijn er spellen voor elke sport. 

## Beginjaren

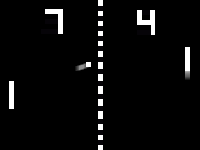
Schermafbeelding van Pong

Tennis for Two, een van de eerste computerspellen ooit, was het eerste sportspel ooit (1958); een tennissimulatie. Pong kwam in 1972 uit en werd snel een hit. Snel kwamen er veel arcadespellen uit, maar wel allemaal in zwart wit en vanuit een bovenaanzicht. 
In de vroege jaren 80, toen er steeds meer computers en spelcomputers verschenen, was er een overvloed van verschillende sportspellen. Populaire spellen kwamen vaak overeen met de populaire sporten zoals voetbal, tennis en atletiek.

## Invloedrijke sportspellen
- 1958 - Tennis for Two; het eerste sportspel ooit
- 1972 - Pong
- 1972 - Verscheidene spellen voor de Magnavox Odyssey; eerste sportspellen op een console
- 1978 - Football; eerste spel met trackball
- 2006 - Wii Sports; eerste spel waarbij de bewegingen van de speler werden gebruikt
- 2010 - Kinect Sports; zelfde als Wii Sports maar nu kan het hele lichaam gebruikt worden
- 2015 - Rocket League; een racevoetbalspel beschikbaar op veel verschillende platformen.